# Dezsőffy László
Dezsőffy László, született: Dezsőfi (Mindszent, 1890. január 24. – Budapest, 1948. április 18.) magyar színész.

## Életútja
Dezsőfi József látszerkereskedő és Benedek Terézia fia. A gimnáziumot Szarvason járta, majd Budapesten érettségizett. Ezután Rákosi Szidi színésziskoláját látogatta, majd 1908-ban Palágyi Lajos miskolci színtársulatánál kezdte a pályát. Innen a Royal Orfeum szerződtette, ahol 12 évig működött. Ezután a filmhez került. Az első világháború alatt utász-főhadnagy volt és 7 kitüntetést kapott. Küzdött a Doberdón, Szerbiában. Ezután ismét visszatért a Royal Orfeumhoz, ahol az Aranymadár című operett főszerepét 300-szor játszotta. 1927-ben Berlinben villamosszerencsétlenség miatt a filmezést abba kellett hagynia. 1929-től a Bethlen Téri Színház művészeti vezetőjeként működött. 1938-tól a zsidótörvények miatt nem léphetett színpadra. Halálát szívgyengeség, gyomorrák okozta.
Felesége Einhorn Szeréna volt.

## Fontosabb színházi szerepei
- Flippy (Zerkovitz Béla: Aranymadár)
- Prímás (Zerkovitz Béla: Falu végén kurta kocsma)

## Royal Revü Varieté
- Kemény Egon – Szenes Iván: „Kiigényelt szerelem” Bemutató: 1946. február 1. Royal Revü Varieté (Farsang 1946 – Konfetti), Igazgató: Ehrenthal Teddy. Fő szerepekben: Kardos Magda, Lugosi György, Kollár Lívia, Murányi Lili, Varga D. József, Dezsőffy László. Kisért: Chappy (Orlay Jenő) 15 tagú zenekara. Rendező: Szabolcs Ernő.

## Filmszerepei
- Marion Delorme (1919)
- A halál után (1920)
- Újjászületés (1920)
- Egy az eggyel (1920)
- Diána (1920)
- Ben Kolombusz (1921, szkeccs) – Ben Kolombusz
- Lesz maga juszt is az enyém (1922, szkeccs)
- Csak nővel ne! (1924)
- Napkelet asszonya (1927, szkeccs)
- Csak egy kislány van a világon (1929) – pesti úr
- A kék bálvány (1931) – pincér
- Repülő arany (1932) – szállodai detektív
- Vica, a vadevezős (1933) – vendég
- Rákóczi induló (1933, magyar-német-osztrák) - őrmester
- Ida regénye (1934) – színigazgató, Ó Péter baráti társaságának tagja
- Lila akác (1934) – Józsi, főpincér
- Emmy (1934) – őrmester
- Légy jó mindhalálig (1936) – tanár
- Én voltam (1936) – börtönőr
- Az aranyember (1936)
- Pesti mese (1937) – sofőr
- Segítség, örököltem! (1937) – pincér a Balaton bárban
- A 111-es (1937) – Joe Selfridge bűvész partnere
- Mai lányok (1937) – Kecskés Lajos magándetektív
- Családi pótlék (1937) – színházi főrendező
- Maga lesz a férjem (1937) – páciens
- Az ember néha téved (1937) – detektív
- A hölgy egy kissé bogaras (1938) – Sümegi, elmegyógyintézeti beteg
- Aranyóra (1945) – Piliczky, rab